# Palác Đunđerských (Novi Sad)
Palác Đunđerských (srbsky Palata Đunđerskih) je historický měšťanský dům, který se nachází v hlavním městě autonomní oblasti Vojvodina, v Novém Sadu. 
V 18. století na místě současného domu stálo několik nízkých budov, které obklopovaly tehdejší Hlavní třídu (maďarsky Fő Utca, srbsky Glavna ulica).
O výstavbě domu bylo rozhodnuto v roce 1853 z rozhodnutí tehdejšího grófa Adolfa Széchényho. Své současné podoby dosáhl o několik desítek let později podle návrhu architekta Jozefa Vilda. Stavbu si nechal přestavět bohatý vlastník pozemků z Nového Sadu, Lazar Đunđerski. Dokončena byla roku 1888. Původně se zde nacházelo také i kryté atrium, nicméně to bylo postupem času odstraněno.
Dům byl rekonstruován po roce 2016.
Jednopatrový palác s nápadnou historizující fasádou je orientován do ulice Kralja Aleksandra, stojí na její jižní straně. Okna v prvním patře jsou dekorována tympanony. V prvním patře je balkon s balustrádou. V interiéru se nachází honosně zdobené schodiště s nástropní malbou. V přízemí se dnes nachzí dům módní oděvní značky.